# Ludwig Elsner
Ludwig Elsner (Strzelce Opolskie, Polônia (na época Groß-Strehlitz, Alemanha), 17 de janeiro de 1939) é um matemático alemão, professor da Universidade de Bielefeld, que trabalha com álgebra linear.
Elsner obteve um doutorado em 1965 na Universidade de Hamburgo, orientado por Lothar Collatz, com a tese Einschließungssätze für Eigenwerte nicht normaler Matrizen. Em 1970 obteve a habilitação em Hamburgo e foi em 1971 wissenschaftlicher Rat e professor da Universidade de Erlangen. Na década de 1970 foi professor em Bielefeld.
Paralelamente à álgebra linear trabalha também com análise numérica (publicou também com Helmut Hasse trabalhos sobre teoria algorítmica dos números).
Recebeu o Prêmio Hans Schneider de 1999 em álgebra linear. Desde 1983 é co-editor do periódico Linear Algebra and its Applications.